# Horní Počaply
Horní Počaply jsou obec v okrese Mělník ve Středočeském kraji. Rozkládá se při levém břehu řeky Labe asi šest kilometrů jižně od Štětí a jedenáct kilometrů severozápadně od Mělníka. Žije zde přibližně 1 200 obyvatel. Obec se skládá ze dvou místních částí – Horní Počaply a Křivenice.

## Název
Jméno Počaply pravděpodobně pochází od slova chytiti, polapiti, čapnouti a souvisí s tím, že obyvatelé vesnice nelegitimně chytali kupecké lodě na Labi. Od toho dostali asi někdy koncem 11. století název Počaply. Úřední odlišení Horní od Počapel u Litoměřic je mnohem pozdější, pravděpodobně z poloviny 19. století.

## Historie
Horní Počaply se připomínají poprvé v listině krále Václava II. z roku 1288, kterou rytíři Bohušovi z Počapel dává do dědičného držení ves Počaply. Počaply byly nakonec rozděleny na několik dílů, jeden držel kartuziánský klášter Zahrada Panny Marie na pražském Újezdě. Památkou na tuto dobu je počapelský kostel zasvěcený Nanebevzetí Panny Marie. Počaply od kartuziánů koupil do dědičného držení Kašpar z Počapel a v dalších generacích byl držitelem vsi syn Jan a nakonec vnučka Anna. Vedle kartuziánů měl v Počaplech majetek i klášter benediktinek při bazilice sv. Jiří na Pražském hradě.
V roce 1465 prodala Počaply Anna z Počapel Radslavovi ze Šebířova. Ten měl i panství Beřkovice (Dolní Beřkovice). Radslavovi potomci užívali přídomku Beřkovský ze Šebířova a v roce 1588 prodali Beřkovice Kryštofovi Vilémovi Sezimovi z Ústí. Od něj je získal Zikmund Belvic z Nostvic, který v roce 1620 přikoupil i Počaply. Ačkoliv Zikmund Belvic z Nostvic, na Beřkovicích, Bechlíně, Počaplech a Střemech zemřel v roce 1621, byl jako účastník stavovského povstání v letech 1618–1620 souzen konfiskační komisí a v roce 1622 odsouzen ke ztrátě veškerého jmění. Konfiskované statky byly nejprve zastaveny a nakonec prodány Polyxeně Lobkowiczské z Pernštejna. Lobkowiczové byli vrchností v Dolních Beřkovicích až do skočení patrimoniální správy, kterou v roce 1850 nahradila správa státní.
Historie Počapel je spojena i s panstvím Běškovice (dnes Horní Beřkovice). Někdy před rokem 1470 získal Běškovice Jan Firšic z Nabdína. Jeho stejnojmenný syn se oženil s Eliškou z Landšteina, která v roce 1493 koupila řadu vsí. Mezi nimi i část Počapel. V roce 1521 se Běškovice staly vlastnictvím Buriana Trčky z Lípy. Trčkové v roce 1527 vše prodali Kaplířům ze Sulevic. Od Kaplířů v roce 1560 vše koupil Kryštof z Lobkowicz na Bílině. Po Lobkowiczích dědil Jan z Rottalu, který nakonec Bílinu vlastnil a prodal město se zámkem a příslušenstvím zpět Lobkowiczům. Ale Běškovice byly v roce 1676 prodány Valdštejnům a od nich je za čtyři roky koupil František ze Scheidlemu. Jeho vnučka Marie Josefa získala Běškovice, Černouček, Mnětěš Straškov, Kostomlaty, Libkovice, Bechlín, Předonín a Počaply. Vdala se Jana Humberta z Hartigu. Jejich potomci drželi Horní Beřkovice a s nimi i část Horních Počapel až do konce vrchnostenské správy.[zdroj?]
O Křivenicích se poprvé píše v roce 1377. Tehdy část vsi drželi bratři Václav a Jan, synové zemřelého pražského měšťana Endrlina Stuka. Jiná část vsi patřila klášteru Hora Panny Marie augustiniánů-kanovníků v Kladsku. Z pozdějších dokumentů lze odvodit, že Křivenice se staly součástí panství Liběchov a nakonec Dolní Beřkovice.[zdroj?]
Na katastru obce byly v minulosti (1959–1981) postaveny tři elektrárny nazvané po okresním městě Elektrárna Mělník I-III. Elektrárny se staly důležitým zdrojem pracovních míst a s obcí Horní Počaply tak jsou úzce spojeny.
Obec je od roku 2000 vytápěna s pomocí odpadního tepla z Elektrárny Mělník II.

## Obyvatelstvo
| Rok            | 1869  | 1880 | 1890  | 1900  | 1910  | 1921 | 1930 | 1950 | 1961  | 1970  | 1980  | 1991  | 2001  | 2011  | 2021  |
| -------------- | ----- | ---- | ----- | ----- | ----- | ---- | ---- | ---- | ----- | ----- | ----- | ----- | ----- | ----- | ----- |
| Počet obyvatel | 1 002 | 930  | 1 018 | 1 073 | 1 034 | 968  | 955  | 844  | 1 105 | 1 255 | 1 348 | 1 228 | 1 200 | 1 456 | 1 179 |
| Počet domů     | 164   | 167  | 182   | 186   | 184   | 189  | 226  | 253  | 249   | 269   | 250   | 280   | 275   | 292   | 308   |

## Obecní správa

### Územněsprávní začlenění
Dějiny územněsprávního začleňování zahrnují období od roku 1850 do současnosti. V chronologickém přehledu je uvedena územně administrativní příslušnost obce v roce, kdy ke změně došlo:
- 1850 země česká, kraj Praha, politický okres Mělník, soudní okres Roudnice[8]
- 1855 země česká, kraj Litoměřice, soudní okres Roudnice
- 1868 země česká, politický i soudní okres Roudnice
- 1939 země česká, Oberlandrat Mělník, politický i soudní okres Roudnice nad Labem[9]
- 1942 země česká, Oberlandrat Praha, politický i soudní okres Roudnice nad Labem[10]
- 1945 země česká, správní i soudní okres Roudnice nad Labem[11]
- 1949 Ústecký kraj, okres Roudnice nad Labem[12]
- 1960 Středočeský kraj, okres Mělník
- 2003 Středočeský kraj, okres Mělník, obec s rozšířenou působností Mělník

### Části obce
- Horní Počaply
- Křivenice – samostatná obec do roku 1961, poté součást obce Horní Počaply.[13]

### Obecní symboly
Znak a vlajka byly obci uděleny rozhodnutím předsedkyně Poslanecké sněmovny Parlamentu České republiky dne 9. listopadu 2010.

#### Znak
Polcený štít. Vpravo v modro-červeně polceném poli pod zlatou korunou stříbrná lilie. V levém zeleném poli kosmo zlatý čtyřikrát zalomený blesk. Polcení štítu symbolizuje, že obec tvoří dvě části. Modré pole s lilií a korunou se vztahuje k zasvěcení počapelského kostela Nanebevzetí Panny Marie. Stříbrná lilie v červeném štítu byla erbem rodu Beřkovských ze Šebířova, kteří patřili k významným vlastníkům jak Počapel, tak i Křivenic. Modrá barva může ukazovat na řeku Labe, při které obce leží. Zelená je barva přírody, venkova, zemědělství. Počaply byly především zemědělskou obcí. Existenci elektráren na katastru obce připomíná zlatý blesk, obecně vnímaný jako symbol elektrického proudu.

#### Vlajka
List tvoří modro-červeně polcený žerďový pruh, široký třetinu délky listu a dva vodorovné pruhy žlutý a zelený. V žerďovém pruhu pod žlutou korunou, bílá lilie. Žerďový pruh opakuje pravou polovinu znaku a vodorovné pruhy jsou odvozeny od tinktur levé poloviny štítu.

## Společnost

### Rok 1932
V obci Horní Počáply (721 obyvatel, četnická stanice, přístav, katol. kostel) byly v roce 1932 evidovány tyto živnosti a obchody: biograf Sokol, cihelna, holič, 4 hostince, kolář, kovář, 3 krejčí, 3 obuvníci, 2 pekaři, 5 rolníků, 3 řezníci, 3 obchody se smíšeným zbožím, Spořitelní a záložní spolek v Horních Počáplích, stavitel, 3 švadleny, 2 trafiky, 2 truhláři.

## Pamětihodnosti

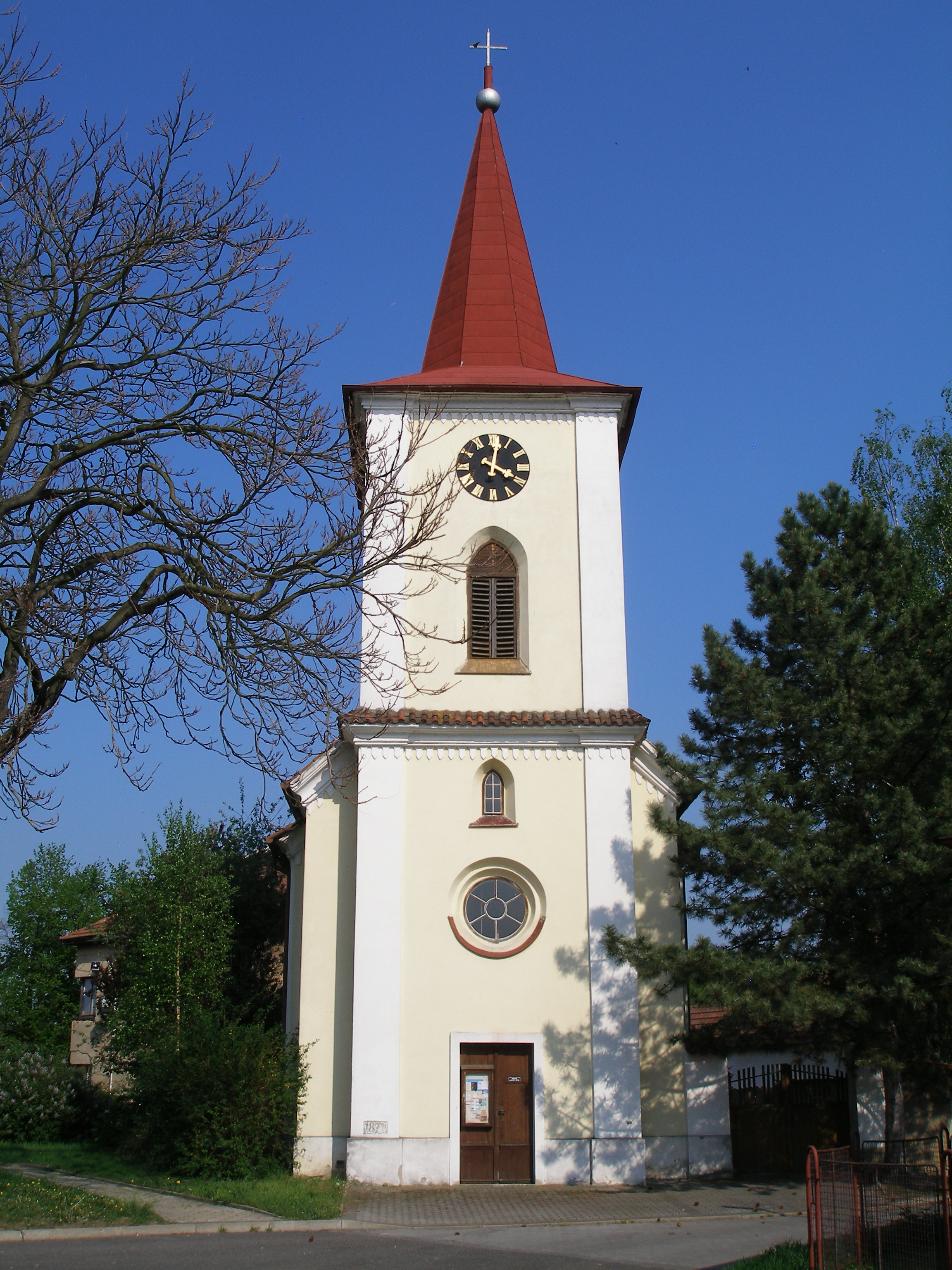
Kostel v Horních Počaplech

- Kostel Nanebevzetí Panny Marie, jenž byl postaven jako gotický (zachován v jádře dnešního kostela) snad ve 14. stol., z té doby také pochází první zpráva o kostele. Obnoven byl v letech 1869–1871. Jedná se o podélnou stavbu s pravoúhlým presbytářem a přízemním přístavkem, v jejímž západním průčelí stojí čtyřboká věž, obnovená v 19. stol. V presbytáři křížové se nachází klenby s klínovými žebry na jehlancových konzolách a sanktuář s profilovaným rámem (pozdně gotický z konce 15. století). Loď s hrotitými okny, nárožními pilastry a věží. Na průčelí u levého nároží deska s letopočtem 1871.[zdroj?]
- Severně od vlakové stanice stojí boží muka se sochou anděla.

## Doprava
Dopravní síť

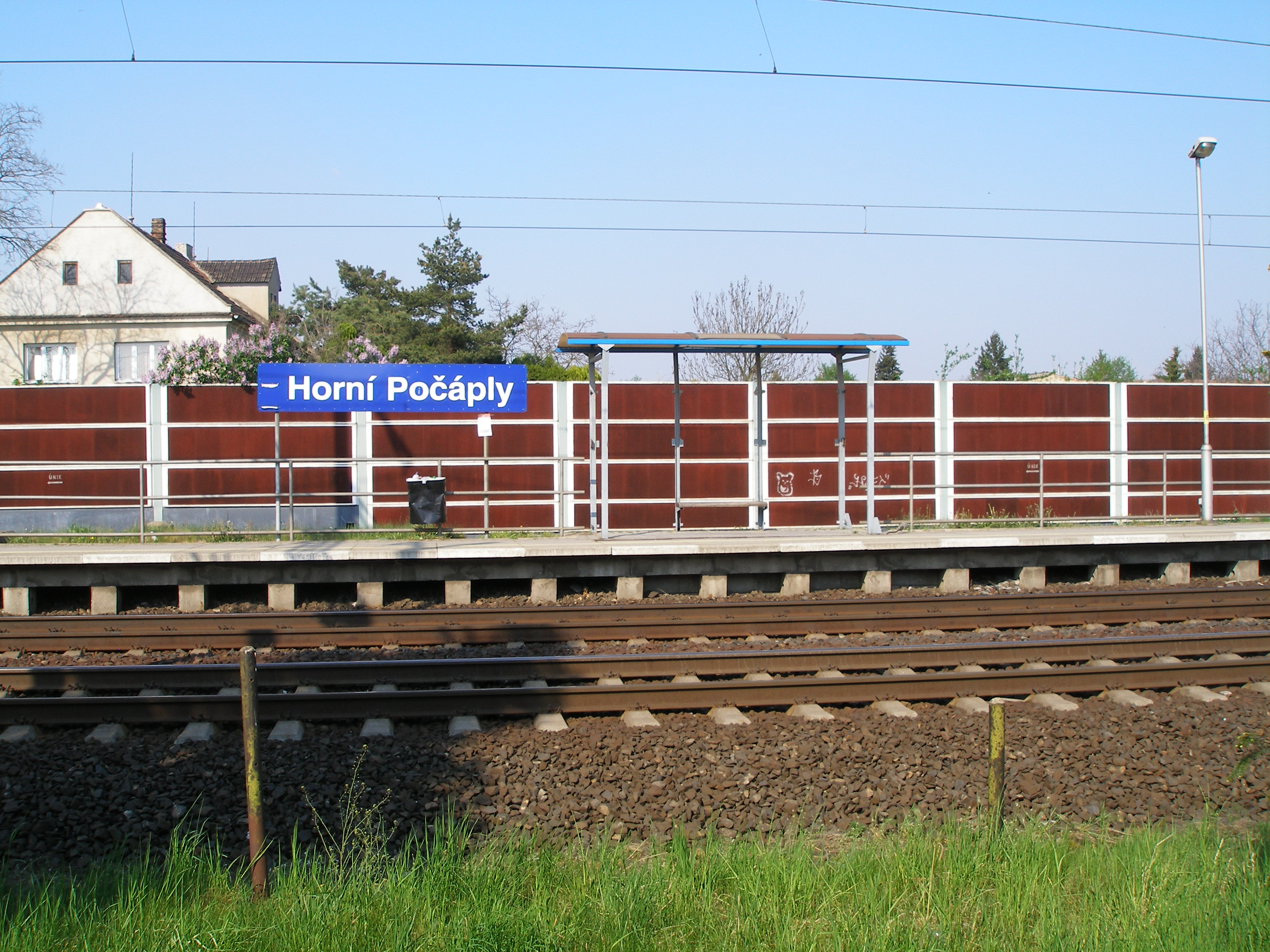
Železniční zastávka

- Pozemní komunikace – do obce vedou silnice III. třídy.

- Železnice – území obce protíná železniční Trať 090 (Praha -) Vraňany – Roudnice nad Labem – Ústí nad Labem – Děčín. Je to dvoukolejná elektrizovaná celostátní trať zařazená do evropského železničního systému, součást 1. a 4. koridoru, doprava byla na trati zahájena roku 1850.

Veřejná doprava 2012
- Autobusová doprava – z obce vedly autobusové linky např. do cílů Mělník, Praha, Roudnice nad Labem a Štětí.

- Železniční doprava – po trati 090 vedly linky S4 (Praha – Vraňany – Hněvice) a R4 (Praha – Kralupy nad Vltavou – Hněvice) v rámci pražského systému Esko. V železniční zastávce Horní Počaply zastavovalo v pracovních dnech 14 osobních vlaků, o víkendech 10 osobních vlaků. Expresy i rychlíky jí projížděly.

## Turistika a zajímavosti
- Cyklistika – obcí vede cyklotrasa č. 2 Kralupy n. Vlt. – Mělník – Litoměřice – Ústí n. L. – Děčín.
- Za svých pobytů v Liběchově chodíval do Křivenic malíř Max Švabinský a zde se připravoval na svůj monumentální obraz Žně.[zdroj?]

## Další obrázky

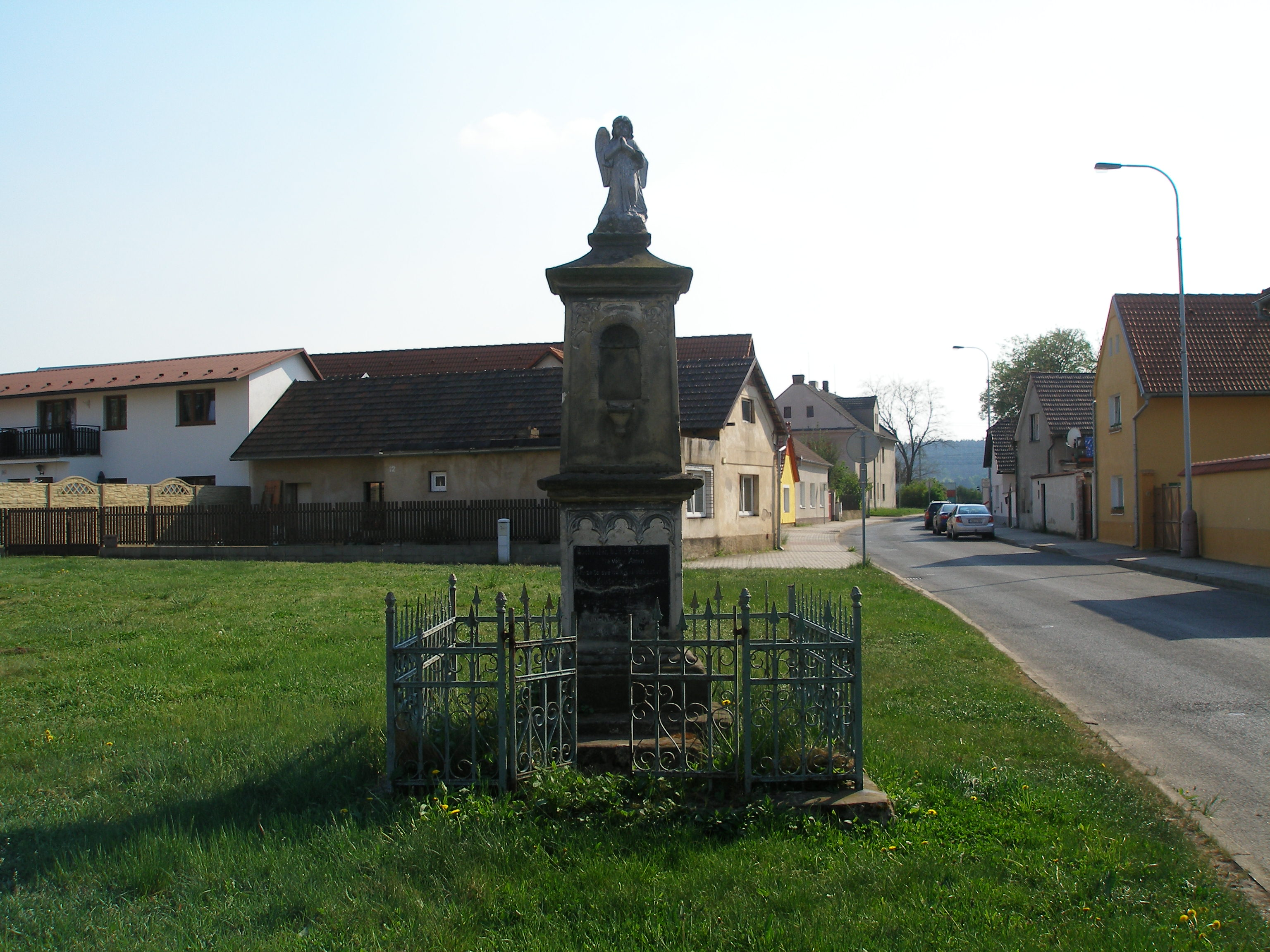
Boží muka
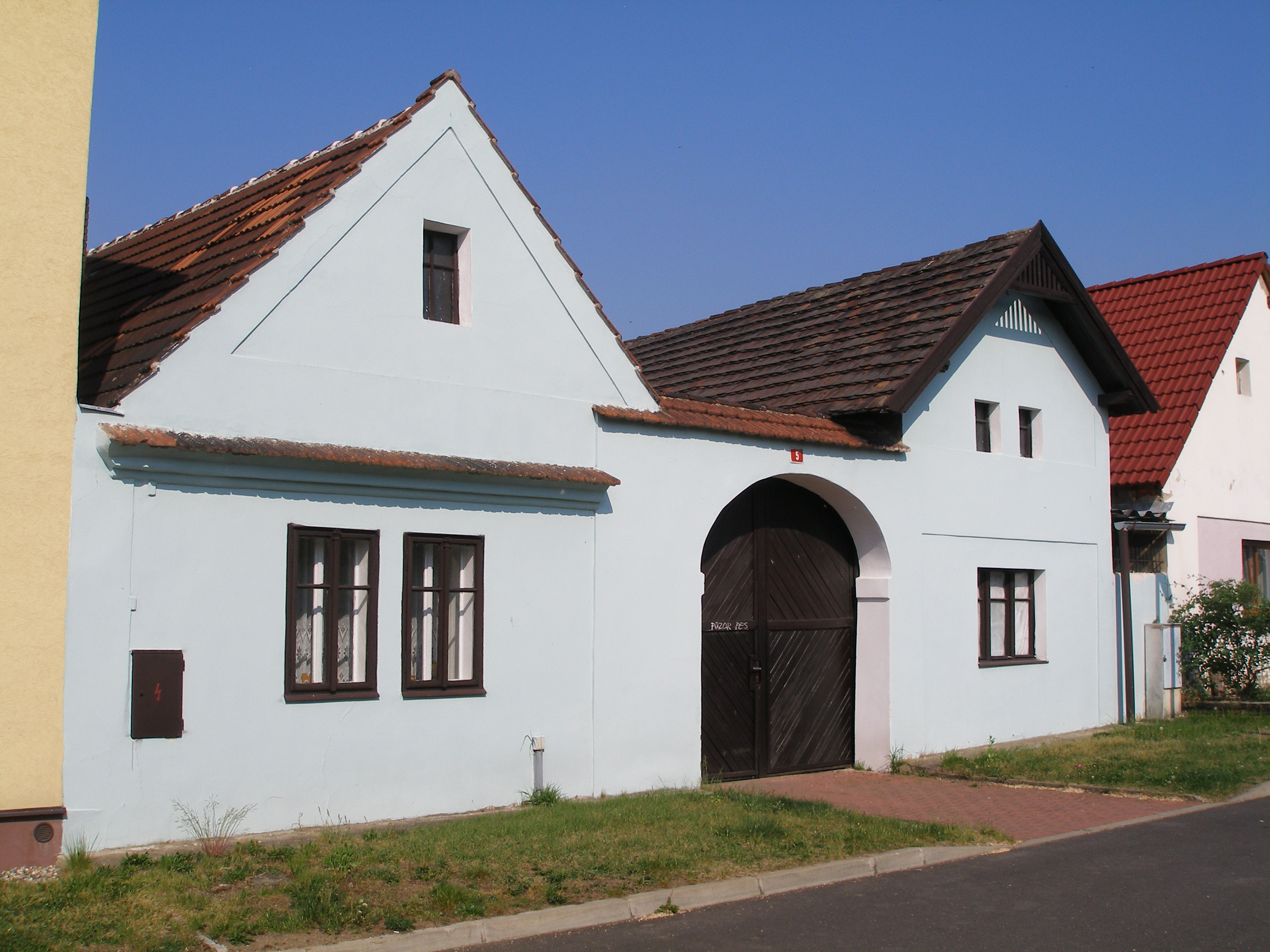
Stavení čp. 5
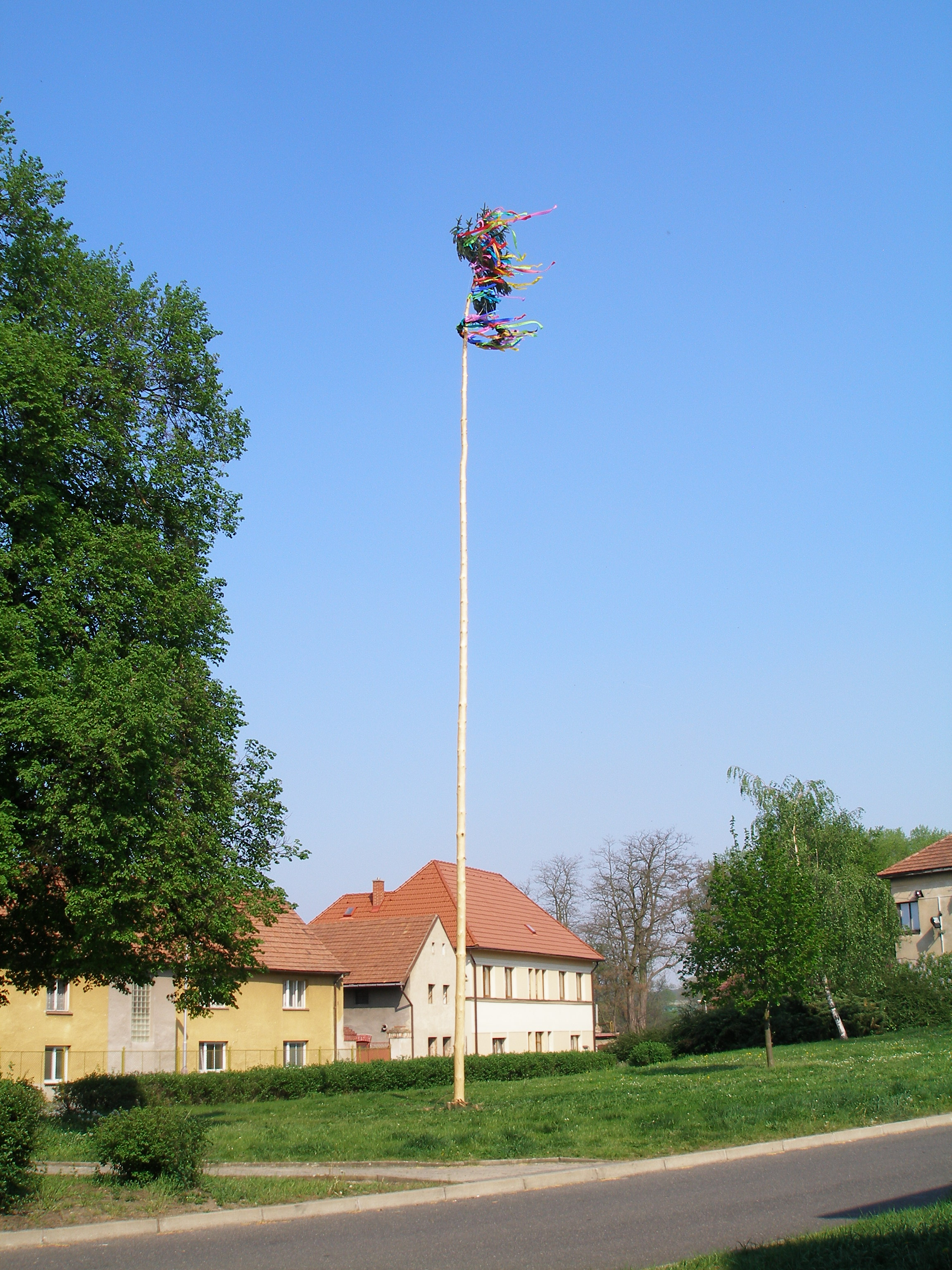
Májka 2012
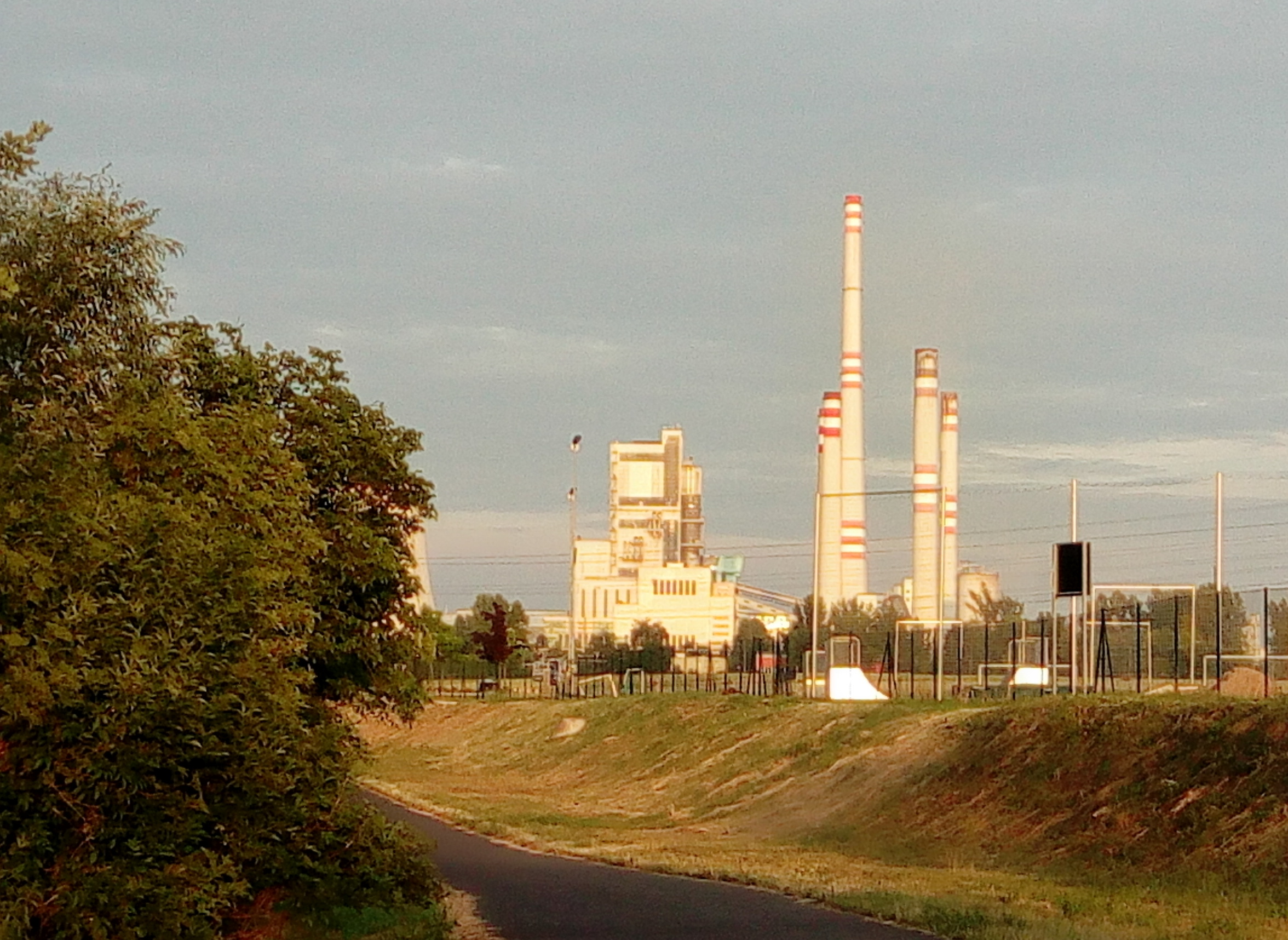
Elektrárna Mělník od sportovního centra v obci